# Gilles Katz
Gilles Katz (* 15. Dezember 1937 in Paris; † 8. November 2022 in Montreuil) war ein französischer Schauspieler, Regisseur und Drehbuchautor. Er wurde bekannt mit dem Film Briefe aus Stalingrad (Lettre du Stalingrad, 1969) nach der 1950 erschienenen Anthologie Letzte Briefe aus Stalingrad, den er als Drehbuchautor, Darsteller und Regisseur realisierte und als Regisseur von Fernsehfilmen wie La bonne conscience (1973) und Alarmstufe 1 (Alerte Rouge, 1990). Er führte auch die Regie in zwei Folgen der TV-Serie Maigret und einer Episode der Serie Die Fälle des Monsieur Cabrol (1989).